# Barbara Choe Yong-i
Barbara Choe Yong-i ou Barbara Ch'oe Yong-i (en coréen 최영이 바르바라) est une laïque chrétienne coréenne, martyre et sainte, née en 1819 à Séoul en Corée, morte décapitée à 21 ans le 1er février 1840 à côté de Séoul.
Reconnue martyre et béatifiée en 1925 par Pie XI, elle est solennellement canonisée à Séoul par le pape Jean-Paul II le 6 mai 1984 avec 102 autres martyrs de Corée. 
Sainte Barbara Choe Yong-i est fêtée le 1er février et le 20 septembre.

## Biographie
Barbara Choe Yong-i naît en 1819 à Séoul en Corée. D'une famille catholique, elle est la fille du catéchiste Pierre Choe Chang-hub et de Madeleine Son So-byog, futurs martyrs. 
Très jeune, Barbara Choe se montre déjà très pieuse. Quand ses parents parle de la marier, elle dit que son époux doit être un catholique très fervent. Avoir un mari noble ou riche ne l'intéresse pas particulièrement. Elle épouse un homme beaucoup plus âgé, Charles Cho, âgé de 44 ans. Barbara avait 20 ans à cette époque. L'année suivante, elle donne naissance à un fils. Elle et son mari s'encouragent mutuellement dans la vertu et pratiquent fidèlement la religion.
Lors de la persécution, Barbara est arrêtée. Emprisonnée, elle garde d'abord son fils avec elle. Mais les conditions sont très mauvaises en prison, surtout pour un nourrisson, avec la saleté, le manque d'air frais, de lumière et de nourriture. Craignant à cause de lui d'être gênée dans sa détermination de conserver sa foi, elle confie son fils à l'un de ses parents.
Lorsqu'elle est interrogée, on lui demande de renoncer à sa foi et de révéler les noms de ses amis catholiques et du propriétaire des articles religieux trouvés chez elle. Elle refuse de renier Dieu et dit qu'elle est trop jeune pour connaître ses camarades catholiques. Elle est alors sévèrement torturée, battue 250 fois et son corps est torturé par torsion.
Elle écrit une lettre où elle dit : « Comme je suis triste de perdre mes parents dans le martyre ! Mais quand je pense au Ciel, je suis consolé et je remercie Dieu pour le privilège spécial du martyre. Je suis plein de bonheur dans mon cœur ! ».
Barbara Choe Yong-i est décapitée le 1er février 1840 à l'extérieur de Séoul, à Tangkogae (Dangkogae), avec deux autres catholiques, Jean Yi et Paul Hong,. Sa mère avait été martyrisée la veille, la loi coréenne de l'époque interdisant de tuer des proches parents le même jour.

## Canonisation
Barbara Choe Yong-i est reconnue martyre par décret du Saint-Siège le 9 mai 1925 et ainsi proclamée vénérable. Elle est béatifiée (proclamée bienheureuse) le 5 juillet suivant par le pape Pie XI.
Elle est canonisée (proclamée sainte) par le pape Jean-Paul II le 6 mai 1984 à Séoul en même temps que 102 autres martyrs de Corée,. 
Sainte Barbara Choe Yong-i est fêtée le 1er février, jour anniversaire de sa mort, et le 20 septembre, qui est la date commune de célébration des martyrs de Corée.